# Unsere Mütter, unsere Väter
Unsere Mütter, unsere Väter (traduzido para o português: "Nossas mães, nossos pais", lançado nos Estados Unidos como Generation War e no Brasil como Filhos da Guerra) é uma minissérie de televisão alemã. É uma co-produção entre a rede ZDF em parceria com o canal ORF, da Áustria, e Beta Film, responsável pela distribuição internacional, em parceria com a Arrow Films, que distribui a minissérie no Reino Unido.
A minissérie foi vencedora de 18 prêmios internacionais, inclusive o Emmy Internacional 2014.

## Enredo
A minissérie, com três capítulos de 90 minutos cada, fala sobre a segunda guerra mundial pela perspectiva de cinco jovens, e conta como suas vidas mudaram por causa do conflito. No verão de 1941 eles se encontram pela última vez em Berlim para marcarem de se reencontrar no Natal, imaginando que a guerra teria um fim rápido. Mas a história mostra que não foi assim. Voltaram a se encontrar no local combinado, um "pub", só em 1945. Mas apenas três deles apareceram.
Dois dos protagonistas, os irmãos Wilhelm e Friedhelm, serviam na Wehrmacht, o exército regular alemão; Charlotte trabalhava como enfermeira num hospital de campanha; Greta sonhava em ser cantora e tenta ajudar seu namorado judeu Viktor a fugir da Alemanha.

## Elenco
- Volker Bruch: Wilhelm Winter
- Tom Schilling: Friedhelm Winter
- Katharina Schüttler: Greta Müller
- Ludwig Trepte: Viktor Goldstein
- Miriam Stein: Charlotte
- Mark Waschke: Dorn
- Christiane Paul: Lilija
- Sylvester Groth: Hiemer
- Henriette Richter-Röhl: Hildegard
- Götz Schubert: Dr. Jahn
- Bernd Michael Lade: Feldwebel Krebs
- Maxim Mehmet: Capitão Feigl
- Alina Levshin: Alina
- Samuel Finzi: O pai de Viktor
- Dorka Gryllus: A mãe de Viktor
- Johanna Gastdorf: Mãe de Winter
- Peter Kremer: Pai de Winter
- Anne Diemer: A esposa de Dorn
- Trystan Pütter: Bertok
- David Zimmerschied: Schneider
- Joel Basman: Bartel
- Antonio Wannek: Koch
- Lucas Gregorowicz: Líder do partido polonês
- Benjamin Trinks: Eins
- Michael Ihnow: Francizek
- Ludwig Blochberger: Freitag
- Hildegard Schroedter: Enfermeiro-chefe alemão
- Tino Mewes: Zwei
- Marek Harloff: Karow
- Jean Denis Römer: Oficial russo no hospital
- Martin Hentschel: o policial que comete suicídio
- David Zimmerschied: Schneider
- Laurens Walter: Ajudante de Dorn
- Kristoffer Fuss: Soldado russo
- Jan Niklas Berg: Soldado alemão
- Matthias Halbrock: Médico russo
- Adam Markiewicz: Stanislawski
- Martin Bruchmann: Schmidt
- Andre Borning: Oficial russo
- Bruno Montani: Soldado
- Inga Jarkova: Sonja, enfermeira russa
- Bernhard Conrad: Feldwebel
- Franziska Böhm: Krystyna
- Florian Andreas Rittweger: Traidor alemão

## Produção
Inspirado pela série americana Band of Brothers, da HBO, o roteirista Stefan Kolditz adaptou a história do pai de Nico Hofmann, produtor da minissérie. Apoiando-se em diários de guerra escritos pelo pai de Nico (cujas passagens são vividas pelo personagem Wilhelm), bem como em depoimentos de pessoas que viveram na mesma época, o roteiro levou seis anos para ficar pronto, sendo revisado por três historiadores.
A produção gerou controvérsia e sofreu muitas críticas em seu lançamento, principalmente no exterior, pelo fato de apresentar os alemães mais como vítimas dos efeitos da guerra do que como responsáveis por ela.

## Recepção
A minissérie foi considerada pelo Der Spiegel, uma das principais revistas da Alemanha, como "um marco de mudança na produção televisiva local". Mas a produção não recebeu apenas elogios. O jornal Kölner Stadt-Anzeiger classificou Generation War "uma sucessão de clichês sem profundidade". Segundo o Hollywood Reporter, a imprensa alemã aproveitou o sucesso da minissérie para convidar o público a investigar mais a fundo a verdadeira participação de seus pais, avós, bisavós, tios e tias com mais idade nos eventos que cercam o conflito.
Mesmo com as críticas, Unsere Mütter, Unsere Vätter venceu premiações tanto na Alemanha quanto no exterior, como o Deutscher Fernsehpreis (Prêmio da TV Alemã), a Goldene Kamera (Câmera Dourada), o Festival de Cinema de Shanghai e o Prix Europa 2013. No Emmy Internacional 2014, a série venceu o prêmio na categoria melhor telefilme ou minissérie.

## Transmissão
O seriado é divido em três episódios, que estrearam nos dias 17,18 e 20 de março de 2013 na televisão pública alemã. Com os títulos Um tempo diferente, Uma guerra diferente e Um país diferente.
Foi exibida originalmente na Alemanha e Áustria em março de 2013. A rede BBC2 anunciou a compra da minissérie alemã em meados de agosto de 2013, tornando-a a primeira produção estrangeira a ser exibida pelo canal nos últimos doze anos. Geralmente, títulos estrangeiros são apresentados pelo canal BBC4, que tem um público menor e mais segmentado. No Brasil foi exibido pela Rede Globo a partir de 31 de agosto de 2015 substituindo Gotham.